# Masi (Noorwegen)
Masi (Samisch: Máze) is een nederzetting in de Noorse fylke Finnmark, binnen de gemeente Kautokeino en heeft zo'n 50 inwoners. Het ligt op de hoogvlakte Finnmarksvidda in Noors Lapland.
Masi ligt aan de Noorse rijksweg 93 tussen de plaats Kautokeino en Alta (beide 60 km). Het is een klein dorp met bebouwing. Zoals zoveel van deze nederzettingen in Lapland is het meer een verzamelplaats voor de Saami, dan dat het als dorp herkenbaar is.
Het is een van de plaatsen waar aangegeven wordt of de weg verder begaanbaar is. Behalve gedurende het zomerseizoen kan het zijn dat de weg 93 geheel of gedeeltelijk gesloten is voor verkeer. Met name het traject naar Alta toe is steil (naar beneden) en de weg heeft te lijden van de barre weersomstandigheden in de winter (-40 C is geen uitzondering).